# صناعة الجبن

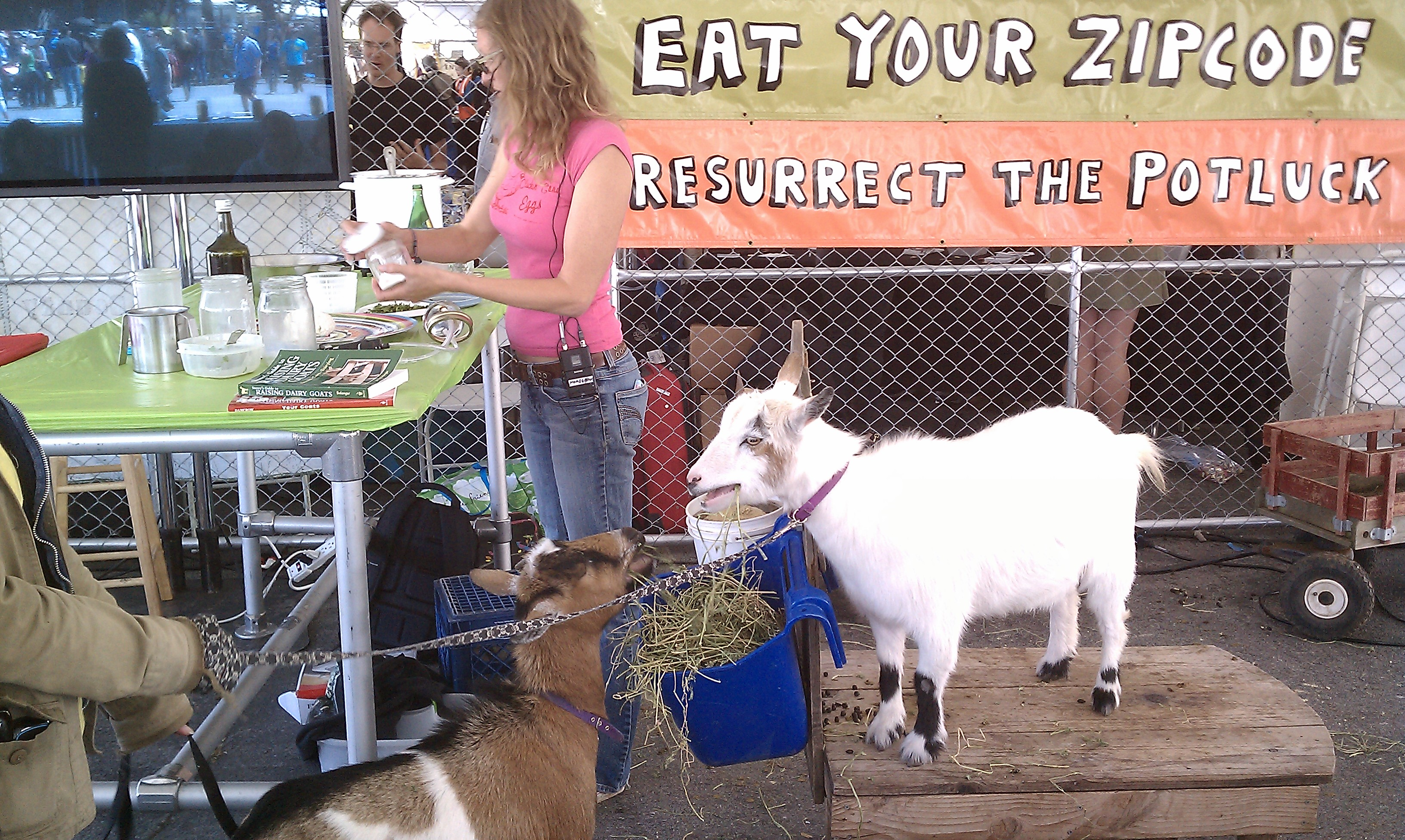
ورشة عمل صناعة الجبن لحليب الماعز

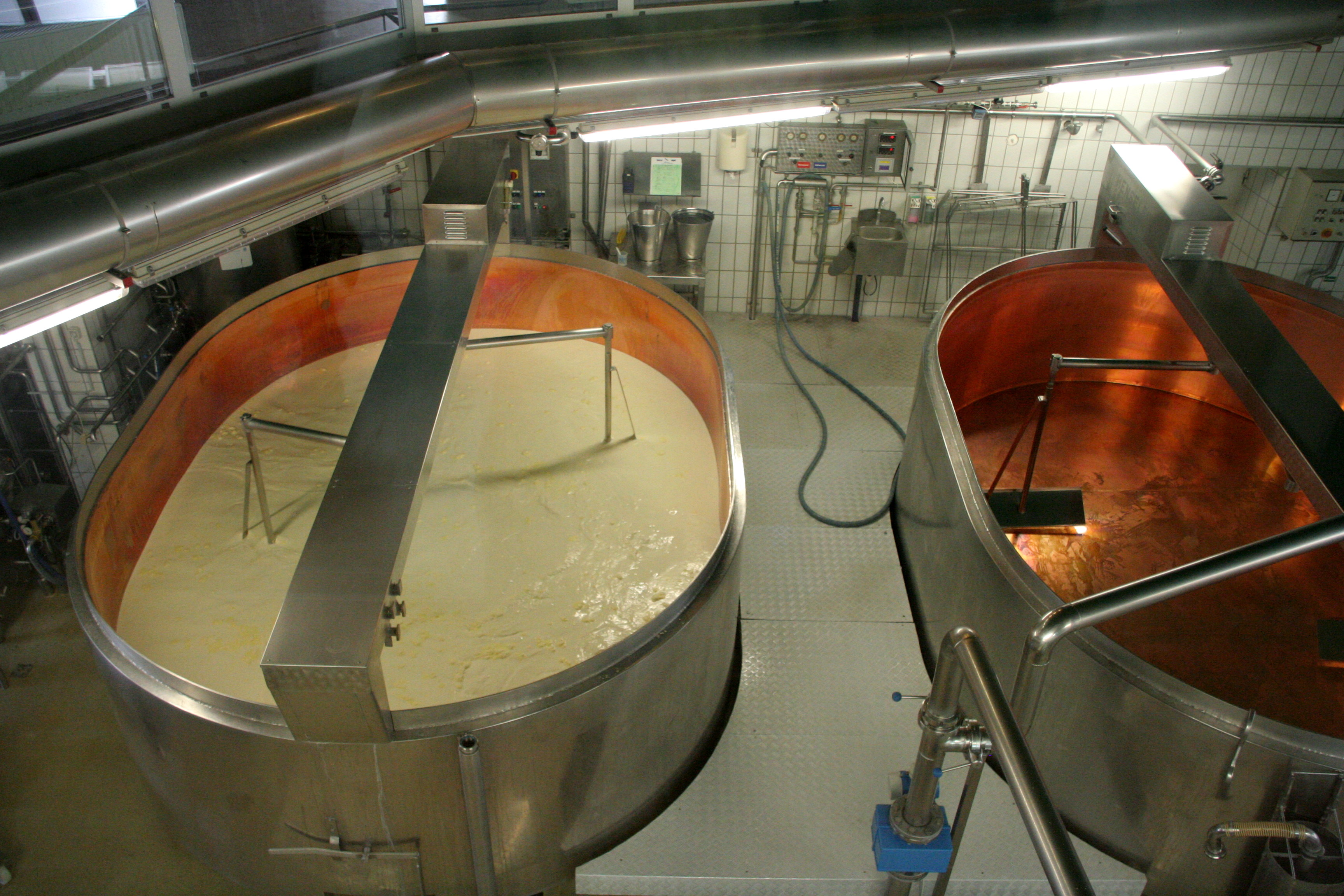
خلال تصنيع الجبن لل Cheesemaking

صناعة الجبن هي العمليات الصناعية المستخدمة في صناعة الغذاء من أجل تحضير الجبن باستخدام أنواع الحليب المختلفة من البقر والماعز والغنم. يعود صناعة الجبن إلى 5000 عام المعروف بالجبن المصري والذي كان يصنع في حضارة مصر القديمة
تخضع الصناعة إلى المعالجة والمقارنة الاقتصادية والتغذوية للجبن.